# استیون اسپیلبرگ
استیون آلن اسپیلبرگ (انگلیسی: Steven Allan Spielberg؛ زادهٔ ۱۸ دسامبر ۱۹۴۶) کارگردان، تهیه‌کننده و فیلم‌نامه‌نویس آمریکایی است. او چهرهٔ قابل توجهی در دورهٔ هالیوود نو و یکی از پیشگامان بلاکباستر مدرن به‌شمار می‌رود، و همچنین از لحاظ تجاری موفق‌ترین کارگردان جهان است. اسپیلبرگ دریافت‌کنندهٔ جوایز گوناگونی شامل سه جایزهٔ اسکار، دو جایزهٔ بفتا و چهار جایزهٔ انجمن کارگردانان آمریکا بوده‌است. به او افتخاراتی مانند جایزه یک عمر دستاورد هنری بنیاد فیلم آمریکا در ۱۹۹۵، جایزه مرکز کندی در ۲۰۰۶، جایزه سیسیل بی. دمیل در ۲۰۰۹ و نشان افتخار آزادی رئیس‌جمهوری در ۲۰۱۵ داده شده‌است. هفت فیلم او از سوی کتابخانه کنگره به فهرست ملی ثبت فیلم راه یافته‌است.
اسپیلبرگ در سینسیناتی، اوهایو به دنیا آمد و در فینیکس، آریزونا بزرگ شد. او به کالیفرنیا رفت و در کالج به تحصیل در رشتهٔ سینما پرداخت. پس از کارگردانی چند قسمت تلویزیونی شامل نایت گالری و ستوان کلمبو، او فیلم تلویزیونی دوئل (۱۹۷۱) را کارگردانی کرد که بعدها در سینماهای بین‌المللی اکران شد. نخستین فیلم سینمایی او شوگرلند اکسپرس (۱۹۷۴) بود و با بلاکباستر تابستانهٔ ۱۹۷۵ آرواره‌ها به شهرت رسید. او فیلم‌های از لحاظ تجاری موفق دیگری را با برخورد نزدیک از نوع سوم (۱۹۷۷) و ئی.تی. موجود فرازمینی (۱۹۸۲) و مجموعهٔ اصلی ایندیانا جونز (۱۹۸۱–۱۹۸۹) کارگردانی کرد. اسپیلبرگ در فیلم‌های رنگ ارغوانی (۱۹۸۵) و امپراتوری خورشید (۱۹۸۷) به تجربهٔ ژانر درام پرداخت.
اسپیلبرگ سال ۱۹۹۳ پی‌درپی فیلم علمی تخیلی پارک ژوراسیک (پرفروش‌ترین فیلم آن زمان) و درام هولوکاست فهرست شیندلر (یکی از برترین فیلم‌های تاریخ) را کارگردانی کرد. او برای فیلم دوم و فیلم حماسی نجات سرباز رایان (۱۹۹۸) برندهٔ جایزه اسکار بهترین کارگردانی شد. اسپیلبرگ از آن زمان فیلم‌های علمی تخیلی هوش مصنوعی (۲۰۰۱)، گزارش اقلیت (۲۰۰۲) و جنگ دنیاها (۲۰۰۵)؛ فیلم‌های ماجراجویی ماجراهای تن‌تن (۲۰۱۱) و بازیکن شماره یک آماده (۲۰۱۸)؛ درام‌های تاریخی آمیستاد (۱۹۹۷)، اسب جنگی (۲۰۱۱)، لینکلن (۲۰۱۲)، پل جاسوس‌ها (۲۰۱۵) و پست (۲۰۱۷)؛ موزیکال داستان وست ساید (۲۰۲۱) و فیلم نیمه شرح حال خانواده فیبلمن (۲۰۲۲) را کارگردانی کرده‌است.
اسپیلبرگ بنیان‌گذار مشترک امبلین اینترتینمنت و دریم‌ورکس است و به‌عنوان تهیه‌کننده در بسیاری از فیلم‌ها و مجموعه‌های تلویزیونی موفق فعالیت کرده‌است. او همکاری درازمدتی با آهنگساز جان ویلیامز داشته‌است که برای همهٔ فیلم‌های بلندش به جز پنج فیلم با او کار کرده‌است. تعدادی از کارهای اسپیلبرگ جزو پرفروش‌ترین و برترین‌های تاریخ هستند. مجلهٔ تایم در سال ۲۰۱۳ اسپیلبرگ را یکی از ۱۰۰ شخص تأثیرگذار در جهان نامید و در سال ۲۰۲۳ جایزهٔ تایم۱۰۰ ایمپکت را به او داد. فوربز در سال ۲۰۲۰ دارایی خالص او را ۳٫۷ میلیارد دلار تخمین زد.

## آغاز زندگی
اسپیلبرگ در ۱۸ دسامبر ۱۹۴۶ در سینسیناتی، اوهایو به دنیا آمد. مادرش لیا (بعدها با نام آدلر؛ ۱۹۲۰–۲۰۱۷) رستوران‌دار و پیانیست کنسرت بود؛ پدرش آرنولد (۱۹۱۷–۲۰۲۰) مهندس برق بود که در توسعه کامپیوترها نقش داشت. این خانواده از پیروان یهودیت اصلاح‌گرا /یهودیت ارتدکس بود. پدربزرگ و مادربزرگِ پدری اسپیلبرگ از یهودیان اوکراینی بودند: مادربزرگش ربکا اهل سودیلکیف و پدربزرگش شموئل اسپیلبرگ اهل کامیانتس-پودیلسکی بود. شموئل در سال ۱۹۰۶ به‌منظور اجتناب از فراخوانی به ارتش روسیه به سینسیناتی گریخت و در سال ۱۹۰۸ نامزدش ربکا را به آنجا آورد. اسپیلبرگ سه خواهر کوچکتر به نام‌های آن، سو و نانسی دارد. در سال ۱۹۵۲ و پس از استخدام پدرش به‌وسیلهٔ آرسی‌ای، این خانواده به شهر هدن، نیوجرسی نقل مکان کرد. اسپیلبرگ از سال ۱۹۵۳ تا ۱۹۵۷ در مدرسهٔ عبری و در کلاس‌های به‌تدریس خاخام آلبرت ال. لوئیس شرکت کرد.
در اوایل سال ۱۹۵۷، این خانواده به فینیکس، آریزونا نقل مکان کرد. اسپیلبرگ در سیزده سالگی مراسم بر میتصوا گرفت. خانواده او در کنیسه‌ها فعال بود و شمار زیادی دوستان یهودی داشتند. دربارهٔ هولوکاست، اسپیلبرگ می‌گوید والدینش «همیشه در مورد آن صحبت می‌کردند و بنابراین هولوکاست همیشه در ذهن من بود.» پدرش بین شانزده تا بیست نفر از خویشاوندانش را در هولوکاست از دست داده بود. اسپیلبرگ پذیرفتن میراث یهودیت خود را دشوار یافت. او گفت: «این چیزی نیست که از اعتراف آن لذت ببرم… اما وقتی هفت، هشت، نه ساله بودم، خدا مرا ببخشد، خجالت می‌کشیدم زیرا ما یهودیان ارتدوکس بودیم. از برداشت ظاهری والدینم خجالت می‌کشیدم. من هرگز از یهودی بودن شرمنده نبودم، اما گاهی آشفته می‌شدم.» اسپیلبرگ همچنین با یهودستیزی دست و پنجه نرم می‌کرد: «در دبیرستان مرا کتک و لگد می‌زدند… وحشتناک بود.» او در دوران نوجوانی پس از اینکه خانواده‌اش به محله‌های گوناگون نقل مکان کردند و خود تنها یهودیان در آن‌جا بودند، از یهودیت فاصله گرفت.
علاقه اسپیلبرگ به فیلم از سنین جوانی آغاز شد. او در ۱۲ سالگی نخستین فیلم خانگی خود را با قطار اسباب‌بازی ساخت. در سال ۱۹۵۸، او پیشاهنگ شد و با ساختن یک فیلم ۸ میلی‌متری که نه دقیقه زمان داشت، نشان شایستگی عکاسی را دریافت کرد. او در نهایت به درجه پیشاهنگی عقاب دست یافت. اسپیلبرگ از دوربین فیلم پدرش برای ساخت فیلم‌های بلند غیرحرفه‌ای استفاده کرد و در هر سفر دوربینی به همراه داشت. او در ۱۳ سالگی با گروهی از همکلاسی‌هایش، فیلم جنگی ۴۰ دقیقه‌ای به‌نام فرار به ناکجاآباد ساخت. این فیلم در یک مسابقه ایالتی برنده جایزهٔ نفر اول شد. اسپیلبرگ در اوایل نوجوانی و پس از ورود به دبیرستان، حدود پانزده تا بیست فیلم ماجراجویی ۸ میلی‌متری ساخت.
اسپیلبرگ در فینیکس هر شنبه به سینمای محل می‌رفت. برخی از فیلم‌هایی که او از آن‌ها به‌عنوان تأثیرات نخستش نام برد عبارتند از: گودزیلا، سلطان هیولاها! (۱۹۵۶)، فیلم‌های آکیرا کوروساوا، ناخداهای دلیر (۱۹۳۷)، پینوکیو (۱۹۴۰) و لورنس عربستان (۱۹۶۲). او در سال ۱۹۶۱ به مدت سه سال در دبیرستان آرکادیا تحصیل کرد. او نخستین فیلم مستقل خود را در سال ۱۹۶۳ نوشت و کارگردانی کرد: یک ماجراجویی علمی تخیلی به مدت ۱۴۰ دقیقه به‌نام نورآتش که بعدها الهام‌بخش برخورد نزدیک از نوع سوم شد. بودجه این فیلم که عمدتاً توسط پدرش تأمین شده بود، کمتر از ۶۰۰ دلار بود و یک شب در سینمایی محلی نمایش داده شد. در تابستان ۱۹۶۴، او به عنوان دستیار بدون مزد در بخش تحریریه یونیورسال استودیوز مشغول به کار شد. خانواده او بعداً به ساراتوگا، کالیفرنیا نقل مکان کردند و آن‌جا اسپیلبرگ در دبیرستان ساراتوگا تحصیل کرد و در سال ۱۹۶۵ فارغ‌التحصیل شد. یک سال بعد والدینش طلاق گرفتند. اسپیلبرگ برای ماندن در کنار پدرش به لس آنجلس نقل مکان کرد، در حالی که سه خواهر و مادرش در ساراتوگا ماندند. او علاقه‌ای به دروس دانشگاهی نداشت و فقط می‌خواست فیلم‌ساز شود. او برای ورود به مدرسه فیلم دانشگاه کالیفرنیای جنوبی درخواست داد اما به دلیل نمرات متوسطش رد شد. سپس درخواست داد و در دانشگاه ایالتی کالیفرنیا، لانگ بیچ ثبت‌نام و آن‌جا وارد انجمن برادری تتا چی شد.
پس از گرفتن تور گردشگری یونیورسال استویوز، گفت‌وگویی تصادفی با یک مدیر اجرایی منجر به دریافت مجوز سه‌روزه به‌منظور حضور در این مکان شد و او توانست روز بعد هم بار دیگر به این مکان بازگردد. در روز چهارم او بدون مجوز به سمت ورودی استودیو رفت و مأمور امنیتی به او اجازهٔ ورود داد: «من در واقع دو ماه آینده را در یونیورسال استودیوز گذراندم. و اینگونه بود که در آن تابستان کارآموز غیررسمی شدم.»
در سال ۱۹۶۸، یونیورسال به اسپیلبرگ فرصت داد تا یک فیلم کوتاه ۲۶ دقیقه‌ای با دوربین ۳۵ میلی‌متری برای اکران در سینما بنویسد و کارگردانی کند. این فیلم امبلین نام داشت. سیدنی شینبرگ، نایب‌رئیس استودیو، تحت تأثیر این فیلم قرار گرفت و به اسپیلبرگ قرارداد هفت ساله کارگردانی پیشنهاد داد. یک سال بعد، او کالج را رها کرد تا کارگردان محصولات تلویزیونی یونیورسال شود. این کار او را به جوانترین کارگردانی تبدیل کرد که با یک استودیوی بزرگ هالیوود با برنامهٔ درازمدت قرارداد امضا کرد. اسپیلبرگ در سال ۲۰۰۲ به لانگ بیچ بازگشت تا بی‌ای خود را در رشته فیلم و رسانه‌های الکترونیکی به پایان برساند.

## فیلم‌شناسی

### فیلم‌های بلند
| سال  | فیلم                                | در مقام  | در مقام   | در مقام      | منا.   |
| سال  | فیلم                                | کارگردان | تهیه‌کننده | فیلم‌نامه‌نویس | منا.   |
| ---- | ----------------------------------- | -------- | --------- | ------------ | ------ |
| ۱۹۶۴ | نورآتش                              | آری      | آری       | آری          |        |
| ۱۹۷۱ | دوئل                                | آری      | نه        | نه           |        |
| ۱۹۷۳ | ایلای و راجر تک‌خال آسمان            | نه       | نه        | داستان       | [ ۶۶ ] |
| ۱۹۷۴ | شوگرلند اکسپرس                      | آری      | نه        | داستان       |        |
| ۱۹۷۵ | آرواره‌ها                            | آری      | نه        | نه           | [ ۶۷ ] |
| ۱۹۷۷ | برخورد نزدیک از نوع سوم             | آری      | نه        | آری          | [ ۶۸ ] |
| ۱۹۷۹ | ۱۹۴۱                                | آری      | نه        | نه           | [ ۶۹ ] |
| ۱۹۸۱ | مهاجمان صندوق گمشده                 | آری      | نه        | نه           | [ ۷۰ ] |
| ۱۹۸۲ | ئی.تی. موجود فرازمینی               | آری      | آری       | نه           | [ ۷۱ ] |
| ۱۹۸۲ | ارواح خبیثه                         | نه       | آری       | آری          | [ ۷۲ ] |
| ۱۹۸۳ | منطقه گرگ و میش: فیلم               | آری      | آری       | نه           | [ ۷۳ ] |
| ۱۹۸۴ | ایندیانا جونز و معبد مرگ            | آری      | نه        | نه           | [ ۷۴ ] |
| ۱۹۸۵ | رنگ ارغوانی                         | آری      | آری       | نه           | [ ۷۵ ] |
| ۱۹۸۵ | گونیز                               | نه       | اجرایی    | داستان       |        |
| ۱۹۸۷ | امپراتوری خورشید                    | آری      | آری       | نه           | [ ۷۶ ] |
| ۱۹۸۹ | همیشه                               | آری      | آری       | نه           | [ ۷۷ ] |
| ۱۹۸۹ | ایندیانا جونز و آخرین جنگ صلیبی     | آری      | نه        | نه           | [ ۷۸ ] |
| ۱۹۹۱ | هوک                                 | آری      | نه        | نه           | [ ۷۹ ] |
| ۱۹۹۳ | پارک ژوراسیک                        | آری      | نه        | نه           | [ ۸۰ ] |
| ۱۹۹۳ | فهرست شیندلر                        | آری      | آری       | نه           | [ ۸۱ ] |
| ۱۹۹۷ | جهان گمشده: پارک ژوراسیک            | آری      | نه        | نه           | [ ۸۲ ] |
| ۱۹۹۷ | آمیستاد                             | آری      | آری       | نه           | [ ۸۳ ] |
| ۱۹۹۸ | نجات سرباز رایان                    | آری      | آری       | نه           | [ ۸۴ ] |
| ۲۰۰۱ | هوش مصنوعی                          | آری      | آری       | آری          | [ ۸۵ ] |
| ۲۰۰۲ | گزارش اقلیت                         | آری      | نه        | نه           | [ ۸۶ ] |
| ۲۰۰۲ | اگه می‌تونی منو بگیر                 | آری      | آری       | نه           | [ ۸۷ ] |
| ۲۰۰۴ | ترمینال                             | آری      | آری       | نه           | [ ۸۸ ] |
| ۲۰۰۵ | جنگ دنیاها                          | آری      | نه        | نه           | [ ۸۹ ] |
| ۲۰۰۵ | مونیخ                               | آری      | آری       | نه           | [ ۹۰ ] |
| ۲۰۰۸ | ایندیانا جونز و قلمروی جمجمه بلورین | آری      | نه        | نه           | [ ۹۱ ] |
| ۲۰۱۱ | ماجراهای تن‌تن                       | آری      | آری       | نه           | [ ۹۲ ] |
| ۲۰۱۱ | اسب جنگی                            | آری      | آری       | نه           | [ ۹۳ ] |
| ۲۰۱۲ | لینکلن                              | آری      | آری       | نه           | [ ۹۴ ] |
| ۲۰۱۵ | پل جاسوس‌ها                          | آری      | آری       | نه           | [ ۹۵ ] |
| ۲۰۱۶ | غول بزرگ مهربان                     | آری      | آری       | نه           | [ ۹۶ ] |
| ۲۰۱۷ | پست                                 | آری      | آری       | نه           | [ ۹۷ ] |
| ۲۰۱۸ | بازیکن شماره یک آماده               | آری      | آری       | نه           | [ ۹۸ ] |
| ۲۰۲۱ | داستان وست ساید                     | آری      | آری       | نه           | [ ۹۹ ] |
| ۲۰۲۲ | خانواده فیبلمن                      | آری      | آری       | آری          |        |
| ۲۰۲۶ | فیلم بدون عنوان                     | آری      | آری       | نه           |        |